# Donnell Thompson
Donnell Thompson (Lumberton, 27 ottobre 1958 – 17 settembre 2024) è stato un giocatore di football americano statunitense che ha militato nel ruolo di defensive end nella National Football League (NFL).

## Carriera
Al college McMillan giocò a football a North Carolina. Fu scelto come diciottesimo assoluto nel Draft NFL 1981 dai Baltimore Colts. Vi giocò fino al 1991, continuando con la squadra anche quando il proprietario Bob Irsay la trasferì a Indianapolis nel marzo 1984. Dopo la sua prima stagione fu inserito nella formazione ideale dei rookie dalla Pro Football Writers of America.

## Palmarès
- PFWA All-Rookie Team - 1981